# Stegana cheni
Stegana cheni är en tvåvingeart som beskrevs av Vasily S. Sidorenko 1997. Stegana cheni ingår i släktet Stegana och familjen daggflugor. Inga underarter finns listade i Catalogue of Life.